# روساتي
بيتزا روساتي (بالإنجليزية: Rosati's Pizza)‏ هي ثاني أكبر سلسلة مطاعم في منطقة شيكاغو العمرانية، (بعد بورتيلو)، مع ما يقرب من 150 موقعا على الصعيد الوطني. تقدم سلسلة المطاعم نوعية بيتزا شيكاغو بقشرة رقيقة. وروزاتي هو حق امتياز مملوك لروزاتي فرنشايز أند ديفيلوبمنت، والتي تشكلت في عام 1993 وتضم 27 موقعا في ولاية ايلينوي. وقد تشعبت سلسلة المطاعم أيضا إلى عشر ولايات أخرى، بما في ذلك 36 موقعا في ولاية أريزونا، وتسعة في ولاية نيفادا، وغيرها في جنوب ويسكونسن وشمال غرب انديانا وكاليفورنيا وميسوري وكنساس وتكساس وكولورادو وأوهايو ونورث كارولينا.